# Eric Opoku
 (mai 2025).
Pour les articles homonymes, voir Opoku.
Eric Opoku, né le 5 juin 1970 à Brong Ahafo au Ghana, est un homme politique ghanéen et membre du 9e parlement de la Quatrième République du Ghana, représentant de la circonscription d'Asunafo Sud (en) dans la région d'Ahafo (en) sur la liste du Congrès national démocratique. Il est actuellement ministre de l'Alimentation et de l'Agriculture du Ghana,.

## Jeunesse et éducation
Eric Opoku est né le 5 juin 1970,. Il est originaire d'une ville appelée Sankore dans la région d'Ahafo (en) au Ghana,. Il a obtenu son baccalauréat en sciences sociales de l'Université des sciences et technologies Kwame Nkrumah en 2004,.

## Carrière
Opoku est un agriculteur. Avant sa nomination au Parlement, il a travaillé comme enseignant au Service d’éducation du Ghana (en) à l'école primaire SDA de Sankore, de 1997 à 2000,. Il a également travaillé avec Kuapa Kookoo Ltd en tant que secrétaire au développement de la société de 1998 à 2001.

## Carrière politique
Opoku a été élu pour la première fois au parlement lors du 3e parlement de la 4e république du Ghana en tant que député de la circonscription d'Asunafo Sud dans la région de Brong Ahafo au Ghana,. Bien qu'il ait perdu son siège lors des élections suivantes, il a été réélu au Parlement le 7 janvier 2013 après avoir remporté la victoire aux élections générales ghanéennes de 2012 pour représenter la circonscription d'Asunafo Sud et a servi jusqu'au 6 janvier 2017. Il a ensuite été réélu le 7 janvier 2017 à l'issue des élections générales ghanéennes de 2016 où il a obtenu 52,97 % des suffrages valablement exprimés. Il a travaillé comme vice-ministre régional de Brong Ahafo de 2009 à 2013. Au cours du 7e parlement de la 4e république du Ghana, il a siégé au Comité des affaires de l'alimentation, de l'agriculture et du cacao en tant que membre de haut rang. Il a également siégé au Comité des privilèges et au Comité des nominations au sein du même parlement.
Opoku a reçu le prix du meilleur député pour le développement communal et rural pour 2017 du Bureau de recherche sur la gouvernance, le commerce et l'administration (BORGCA). Ce prix lui a été décerné pour sa contribution aux projets de développement dans la circonscription d'Asunafo Sud (en). En janvier 2025, le président Mahama l'a investi, ainsi que d'autres, de ses fonctions de ministre chargé de superviser divers ministères. Il a été nommé ministre de l'Alimentation et de l'Agriculture.

## Élections
Opoku a été élu député de la circonscription d'Asunafo Sud de la région de Brong Ahafo lors des élections générales ghanéennes de 2004,. Il a gagné sur la liste du Congrès national démocratique,. Sa circonscription faisait partie des 10 sièges parlementaires sur un total de 24 sièges remportés par le Congrès national démocratique lors de cette élection pour la région de Brong Ahafo,. La circonscription d'Asunafo Sud a vu un vote « jupe et chemisier » des électeurs lors de cette élection puisque le candidat présidentiel élu par les électeurs de la circonscription était John Kufour du principal parti d'opposition, le Nouveau Parti Patriotique. Le Congrès national démocratique a remporté un total minoritaire de 94 sièges parlementaires sur 230 lors de ces élections. Opoku a été élu avec 14 076 voix sur un total de 29 345 votes valides exprimés, soit 48 % du total des votes valides exprimés,. Il a été élu devant George William Amponsah (en) du Nouveau Parti Patriotique, Jack Kennedy Brobbey, candidat indépendant, et Fredrick Nkrumah du Parti de la Convention Populaire,. Ces derniers ont obtenu respectivement 43,80 %, 7,30 % et 0,90 % du total des votes valides exprimés,.
Opoku a été réélu lors des élections parlementaires de 2020 pour les représenter au 8e Parlement de la quatrième République du Ghana. Il a été réélu aux élections parlementaires de 2024 pour représenter les électeurs d'Asunafo Sud au 9e parlement de la quatrième république du Ghana. Il a obtenu 25 244 voix, ce qui représente 57,40 % des voix lors de l'élection.

## Attaque
Opoku a été attaqué dans sa résidence le 25 décembre 2017 à Sankore, dans la région de Brong Ahafo au Ghana,. Le Congrès national démocratique a affirmé que les assaillants étaient des partisans armés du Nouveau Parti patriotique, parti d'opposition. Il a été agressé une deuxième fois, le 1er avril 2018, également à son domicile à Sankoré par des hommes armés,. Bien qu'ils soient restés indemnes, les assaillants auraient emporté environ 10 400 GHS, un téléviseur et un décodeur et endommagé trois des véhicules d'Opoku.  

## Vie personnelle
Opoku est chrétien,. Il est marié et père de quatre enfants,